# Anders Svensson
Anders Svensson  (Gotemburgo, Suecia, 17 de julio de 1976) es un exfutbolista sueco. Jugaba de centrocampista y su último equipo fue el IF Elfsborg.

## Biografía
Anders Svensson, que jugaba de centrocampista, empezó su carrera futbolística en las categorías inferiores del IF Elfsborg. En 1993 debutó con la primera plantlla del club. En 1996 consiguió el ascenso a la Allsvenskan. Al año siguiente quedó subcampeón de la Copa de Suecia (perdió la final contra el AIK Estocolmo), trofeo que conquistaría en 2001.
En 2001 se marchó a jugar a la Premier League con el Southampton, club que realizó un desembolso de 750 000 euros para hacerse con sus servicios. Con este equipo llegó a la final de la FA Cup en 2003, final que ganó el Arsenal por un gol a cero.
En 2005 regresó a su país, para jugar de nuevo en el IF Elfsborg, que pagó por él 1,65 millones de euros. Se proclamó campeón de Liga en 2006. Al año siguiente ganó la Supercopa de Suecia. Se retiró en 2015.

## Selección nacional
Fue internacional con la selección de fútbol de Suecia en 148 ocasiones, siendo el que más veces la vistió. Su debut como internacional se produjo el 27 de noviembre de 1999 contra Sudáfrica.
Fue convocado para participar en la Copa Mundial de Fútbol de Corea y Japón de 2002. Suecia quedó primera del grupo F, un grupo difícil, ya que tenía como rivales a Argentina, Inglaterra y Nigeria. Svensson jugó esos tres partidos, saliendo en dos de ellos como titular y marcando un gol en el partido Suecia 1-1 Argentina. En los octavos de final, partido en el que Svensson salió como titular, su selección quedó eliminada por Senegal (1-2). 
También participó en la Copa Mundial de Fútbol Alemania 2006, aunque solo disputó 62 minutos del primer encuentro: Trinidad y Tobago 0-0 Suecia. Su selección llegó a octavos de final de ese torneo.
Participó en la Eurocopa de Portugal de 2004, Suecia quedó eliminada en cuartos de final, cuando empató a cero contra los Países Bajos, pero cayó derrotada en los penaltis. Anders Svensson fue un jugador clave de su selección en el torneo, disputó tres encuentros como titular (solo perdió el partido contra Dinamarca). También fue convocado para participar en la Eurocopa de Austria y Suiza de 2008. Jugó como titular los tres partidos que su selección disputó en ese campeonato.

## Clubes
| Club              | País       | Año       |
| ----------------- | ---------- | --------- |
| IF Elfsborg       | Suecia     | 1993-2001 |
| Southampton F. C. | Inglaterra | 2001-2005 |
| IF Elfsborg       | Suecia     | 2005-2015 |

## Palmarés

### Títulos nacionales
| Título              | Club        | País   | Año  |
| ------------------- | ----------- | ------ | ---- |
| Allsvenskan         | IF Elfsborg | Suecia | 2006 |
| Supercopa de Suecia | IF Elfsborg | Suecia | 2007 |
| Allsvenskan         | IF Elfsborg | Suecia | 2012 |

### Títulos internacionales
| Título                    | Club        | País   | Año  |
| ------------------------- | ----------- | ------ | ---- |
| Copa Intertoto de la UEFA | IF Elfsborg | Suecia | 2008 |